# Grå madagaskarsångare
Grå madagaskarsångare (Randia pseudozosterops) är en fågel i familjen madagaskarsångare inom ordningen tättingar.

## Utseende och läte
Grå madagaskarsångare är en liten enfärgad sångarlik fågel med ett tydligt vitt ögonbrynsstreck, rätt kort stjärt och lång näbb. Den liknar kryptisk madagaskarsångare, men ögonbrynsstrecket är tydligare och färgen på ovansidan är grå. Jämfört med jeryer är den större, har grå ovansida och saknar streck på strupen. Den är vidare mycket ljusare än kilstjärtad madagaskarsångare, med ett ögonbrynsstreck istället för en grå öronfläck. Sången består av en friformig fallande drill.

## Utbredning och systematik
Fågeln förekommer i regnskog på östra Madagaskar. Den placeras som enda art i släktet Randia. 

## Familjetillhörighet
Grå madagaskarsångare har tidigare placerats i familjen sångare (Sylviidae). DNA-studier visar dock att den tillhör en grupp fåglar som enbart förekommer på Madagaskar och som numera urskiljs som en egen familj, Bernieridae.

## Levnadssätt
Grå madagaskarsångare hittas i regnskog i lågland eller lägre bergstrakter. Den födosöker uppe i träden och sjunger från en exponerad sittplats, ofta bredvid strimmig jery.

## Status
Arten har ett stort utbredningsområde och beståndet anses stabilt. Internationella naturvårdsunionen IUCN listar den därför som livskraftig (LC).

## Namn
Fågelns släktesnamn hedrar den kanadensiske ornitologen Dr Austin Loomer Rand (1905-1982). Tidigare kallades den Rands madagaskarsångare även på svenska, men tilldelades 2023 ett mer informativt namn av BirdLife Sveriges taxonomikommitté.